# Magerwiesen-Bodeneule

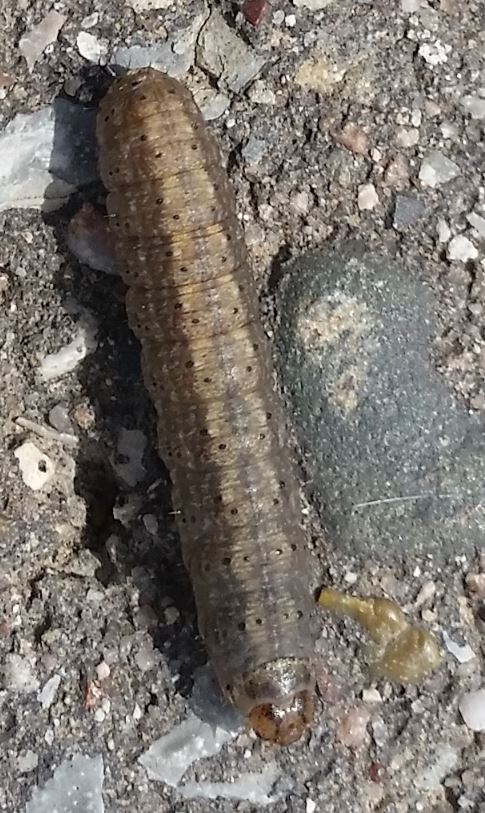
Erwachsene Raupe der Magerwiesen-Bodeneule

Die Magerwiesen-Bodeneule (Agrotis clavis) ist ein Schmetterling aus der Familie der Eulenfalter (Noctuidae) und wird in deren Unterfamilie Noctuinae eingeordnet.

## Merkmale
Die Flügelspannweite der Falter beträgt 35 bis 40 Millimeter. Die graubraunen Vorderflügel besitzen ein markantes Muster bestehend aus mehreren dunklen Flecken. Im Englischen tragen die Schmetterlinge den Namen Heart and Club.
Die erwachsenen Raupen sind dunkelbraun gefärbt und besitzen ein Muster aus schwarzen Punkten.

## Verbreitung und Vorkommen
Die Magerwiesen-Bodeneule ist in Europa einschließlich den Britischen Inseln verbreitet. Außerdem kommt sie im gemäßigten Teil Asiens vor. Ihr Verbreitungsgebiet reicht bis nach Korea.

## Lebensweise
Die nachtaktiven Falter fliegen in einer Generation von Mitte Juni bis Anfang August. Sie erscheinen nachts an künstlichen Lichtquellen. Das bevorzugte Habitat der Schmetterlinge bilden steinige Magerwiesen. Aufgrund des allgemeinen Rückgangs dieses Lebensraumes, gilt die Art als „gefährdet“. Die Raupen sind ab September zu beobachten. Sie überwintern und verpuppen sich im Juni des folgenden Jahres. Sie ernähren sich von Blättern und Wurzeln niedrig wachsender Pflanzen wie Vogelknöterichen (Polygonum) und Klee (Trifolium).

## Taxonomie
Aus der Literatur sind folgende Synonyme bekannt:
- Agrotis corticea Denis & Schiffermüller, 1775